# Faafu-atol
Het Faafu-atol (Nilandhé Atol Uthuruburi) is een bestuurlijke divisie van de Maldiven.
De hoofdstad van het Faafu-atol is Nilandhoo.

## Geografische indeling

### Atollen
Het volgende atol maakt deel uit van het Faafu-atol:
1. Het noordelijke deel van Nilandhé Atol

### Eilanden
De volgende bewoonde eilanden maken deel uit van het Faafu-atol:
1. Bileddhoo
2. Dharanboodhoo
3. Feeali
4. Magoodhoo
5. Nilandhoo

De volgende onbewoonde eilanden maken deel uit van het Faafu-atol:
1. Badidhiffusheefinolhu
2. Dhiguvarufinolhu
3. Enbulufushi
4. Faanuvaahuraa
5. Filitheyo
6. Himithi
7. Jinnathugau
8. Kandoomoonufushi
9. Maafushi
10. Maavaruhuraa
11. Madivaruhuraa
12. Makunueri
13. Minimasgali
14. Villingilivarufinolhu
15. Voshimasfalhuhuraa

Haa Alif-atol · Haa Dhaalu-atol · Shaviyani-atol · Noonu-atol · Raa-atol · Baa-atol · Lhaviyani-atol · Kaafu-atol · Alif Alif-atol · Alif Dhaal-atol · Vaavu-atol · Meemu-atol · Faafu-atol · Dhaalu-atol · Thaa-atol · Laamu-atol · Gaafu Alif-atol · Gaafu Dhaalu-atol · Gnaviyani-atol · Seenu-atol · Malé